# Castello di Warkworth

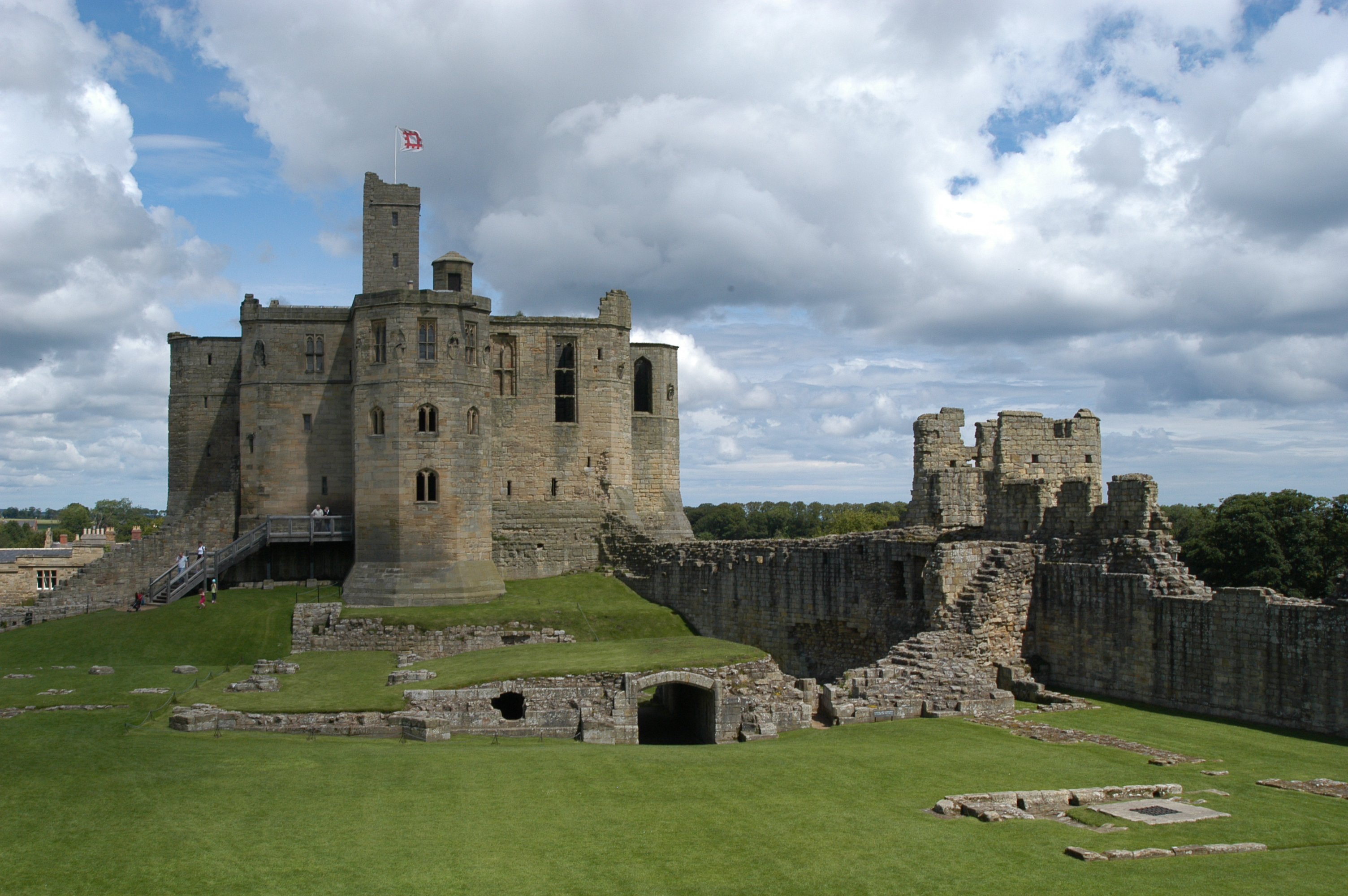
Veduta del mastio da sud: cortile interno

Il castello di Warkworth è una fortificazione della Northumbria risalente all'VIII secolo situata sul punto più stretto di un'ampia ansa del fiume Coquet, vicino al paese di Warkworth. Esso si trova quasi in prossimità della sua foce nel Mare del Nord. Parzialmente in rovina, è stato restaurato ed ora è proprietà del English Heritage. Fu proprietà della famiglia Percy e sua dimora fino al XVI secolo, epoca in cui il castello fu ricostruito. 

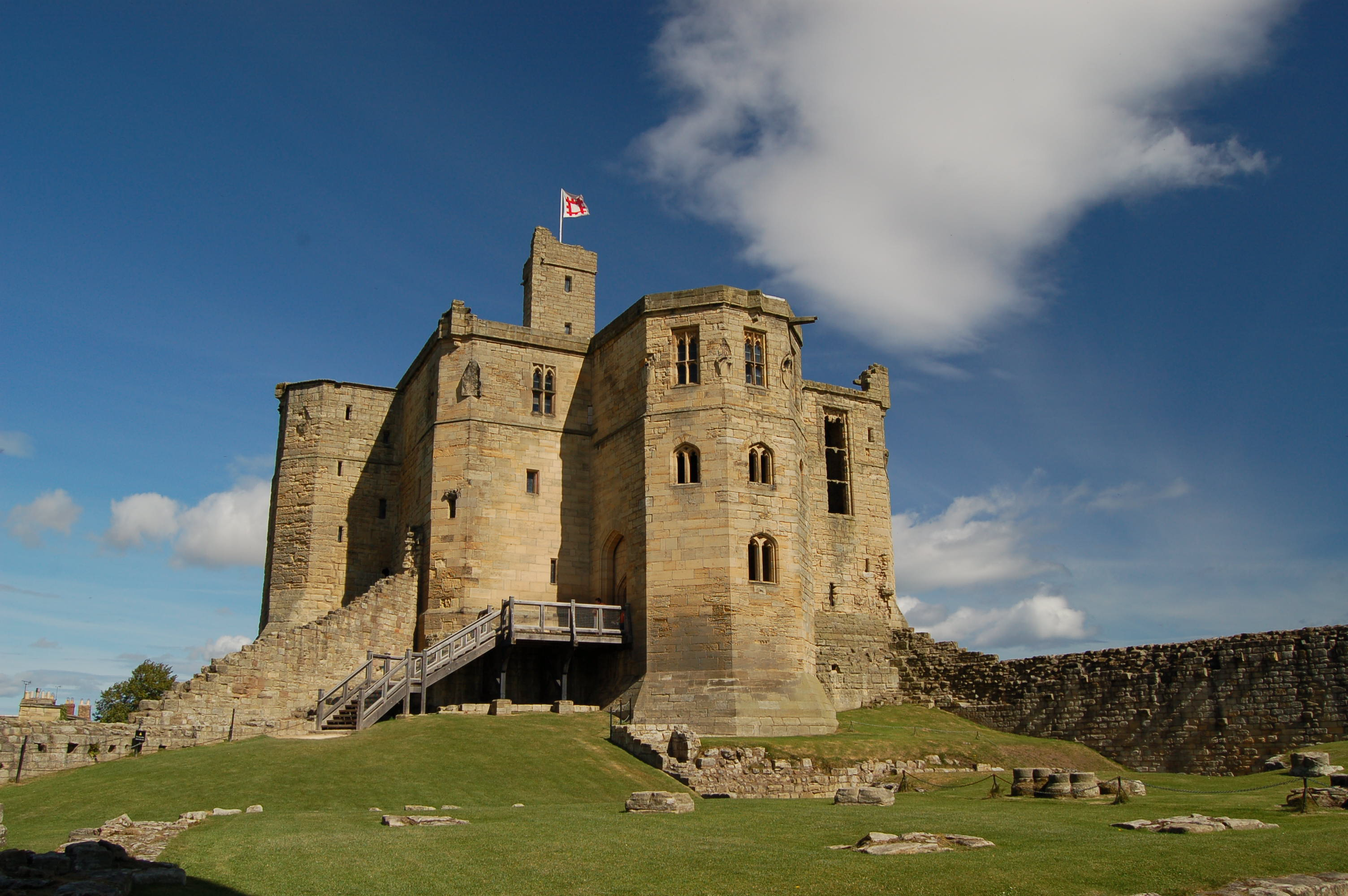
Veduta del mastio da nord

## Storia
Il villaggio di Warkworth, risale almeno all'VIII secolo. L'attuale castello invece non sembra essere stato costruito prima della metà del XII secolo. Il castello primitivo fu edificato su una collina naturale spianata secondo la tecnica Motte e bailey. 
All'epoca di Enrico II fu dato in feudo a Ruggero FitzRichard la cui famiglia continuò a tenerlo fino all'inizio del XIV secolo. Durante tutto questo periodo, gradatamente la struttura originaria in legno venne sostituita con una pietra, tanto che alla metà del XIII secolo, fu descritto da Matteo Paris, come "un nobile castello". Questo in inglese denota che all'epoca la riedificazione in muratura era stata portata a termine.
I discendenti del FitzRichard per problemi finanziari, compreso il gravoso costo della manutenzione del castello dovettero cederne la proprietà ed esso tornò in possesso della Corona nel 1332. Successivamente fu concesso in feudo ad Enrico di Percy, Signore di Alnwick. Sotto la famiglia dei Percy, furono attuati lavori supplementari. 
In seguito alla ribellione del 1403, il castello fu cannoneggiato e fu nuovamente incamerato dalla Corona, nella cui mano rimase fino Enrico V. Nuovamente perduto durante la Guerra delle due rose, questa volta a favore della famiglia Percy, passò brevemente nelle mani di John Neville, fratello del ben più famoso Riccardo, ma ancora una volta fu restituito ai Percy nel 1470.
Nel 1569 la famiglia Percy si schierò contro Elisabetta I, nella cosiddetta Ribellione Settentrionale. Per questo motivo, nel 1572 Tommaso Percy, settimo Conte di Northumbria fu giustiziato e il castello fu saccheggiato dalle truppe del re. Il castello cadde quindi in rovina per lungo tempo. Nel 1648 fu ulteriormente danneggiato da parte delle forze parlamentari puritane che erano lì di guarnigione per poi essere utilizzato come fonte di materiale da costruzione per le altre case del paese nei secoli successivi.
Il castello rimase un rudere fino alla metà del XIX secolo, quando il terzo Duca di Northumbria, nella cui proprietà era rimasto, intraprese alcuni lavoro di recupero. Il quarto Duca scavò alcune delle parti più antiche del castello e riedificò il mastio coprendolo con un tetto.
Nel 1922 l'ottavo Duca consegnò il castello alla Fondo inglese dei beni archeologici. Tale ente venne poi trasformato nell'English Heritage, che è l'attuale proprietario del castello.

## Influenza culturale
La fortificazione è citata nella seconda parte dell'Enrico IV di Shakespeare:
Where Hotspur's father, old Northumberland,
Lies crafty-sick.»